# Roman Konečný
Roman Konečný (* 25. Juli 1983 in Holíč) ist ein slowakischer Fußballspieler.

## Karriere
Der Defensiv-Allrounder begann seine Karriere in der Jugend von Holíč und wechselte später zu Spartak Trnava, wo er auch in der A-Elf spielte. In Trnava avancierte er zum Stammspieler und wechselte zur Saison 2005/06 zu Artmedia Bratislava. Beim Vorjahresmeister kam Konečný allerdings lange Zeit nicht über die Rolle des Einwechselspielers hinweg. Erst in der Folgesaison spielte er sich wieder in die Startelf. Wurde aber in der Meisterrunde 2007 nicht mehr eingesetzt und spielte schließlich in der dritten Liga im B-Team, bevor er in der Rückrunde 2007/08 zum FC Senec wechselte. Nach dem kurzen Gastspiel bis Ende April kehrte er zu Artmedia zurück, wo er zunächst wieder im B-Team, seit Anfang 2009 aber auch wieder in der Corgoň Liga spielte. Anfang 2010 kehrte er dem in finanziellen Nöten steckenden Klub den Rücken und absolvierte einige Probetrainings, u. a. bei Polonia Bytom. Schließlich landete er aber für ein halbes Jahr beim griechischen Zweitligisten Thrasyvoulos Fylis. Seit August 2010 spielt er bei DAC Dunajská Streda, wo er am 5. Spieltag sein Debüt feierte.